# II. Svend dán király

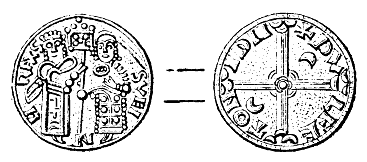
II. Svend pénzérméje

II. Svend Ulfsson vagy Estridsson (1018/1019 – 1076. április 28.) dán király 1047-től haláláig.

## Uralkodása
Édesapja Ulf Jarl, édesanyja Astrid, I. Svend leánya volt. Amikor édesapját 1027-ben Nagy Knut parancsára meggyilkolták, Svend Svédországba menekült. Knut halála után (1035-ben) Dániában Hardeknut, Norvégiában pedig Magnus került a trónra, és a két fiatal király megegyezett, hogy amelyikük túléli a másikat, mindkét ország ura lesz. Az egyezség értelmében Magnus 1042-ben Dánia uralkodója is lett, és Svendet nevezte ki alkirállyá. Amíg Magnus 1043-ban a szláv vendekkel (szorbokkal) háborúzott, a dán főurak királyuknak ismerték el a körükben népszerű Svendet. A lépés nyomán háború kezdődött a dán trónért előbb Magnussal, majd utódjával Harald Sigurdssonnal (akivel még Magnus életében szövetkezve többször próbálta sikertelenül meghódítani Dániát).
Svend serege ugyan rendre vereséget szenvedett, Harald katonái azonban főként a fosztogatással törődtek, nem pedig Dánia meghódításával. A két király végül 1064-ben elismerte egymás Dánia, ill. Norvégia fölötti hatalmát, és Harald felkészült Anglia megtámadására. Harald 1066-ban bekövetkezett halála megerősítette Svend helyzetét. Ő 1069-ben sikeres dán portyát vezetett Angliába, ahol támogatta az angolszász lázadókat (Edgar Æthelinget) Hódító Vilmossal szemben. A dán sereg kedvező helyzetet harcolt ki, Svend azonban York elfoglalása után, 1070-ben megegyezett I. Vilmossal és a tőle kapott fizetség fejében és kivonult az országból.
Dániába visszatérve azon fáradozott, hogy kivonja a dán keresztény egyházat a brémai érsekség és az angol egyház fennhatósága alól; ebben VII. Gergely pápa is támogatta. Ezután az egyházzal szövetkezve megkezdte az erős királyi hatalom alapjainak lerakását. Ő véglegesítette Dániában az egyházmegyerendszert, új püspökségeket alapított és a feljegyzések szerint írni-olvasni is tudott. Általában őt tekintik az első középkori dán királynak. Halála után elsőszülött fia, Harald követte a trónon.

## Egyéb
- Brémai Ádám az értékes Gesta Hammaburgensis ecclesiae pontificum (A hamburg–brémiai érsekség története, 1070–1075) szerzője elsősorban a történelemben és földrajzban járatos Svend nyomán tudósított Skandináviáról.[6]

## Gyermekei
II. Svend háromszor nősült:
- Gunnhild Svendotterel (1010 k. – 1060 k.), a norvég Sven Jarl kormányzó (†1016) leányával, III. Anund svéd király özvegyével 1052-ben,[1] de 1054-ben[1] elvált tőle. Gunnhild egy gyermeket szült férjének:
  - Svendet (1053[1] – 1097)
- Gydával (†1048/1049, elvált 1055-ben,[1] gyermekük nem született.
- Thora Thorbergsdotterrel, aki egy gyermeket szült férjének:
  - Magnust (†fiatalon)[1]

Ezen kívül Svendnek még 18 törvénytelen gyermeke volt:
| Név                    | Születés  | Halál               | Megjegyzés                               |
| ---------------------- | --------- | ------------------- | ---------------------------------------- |
| Gorm                   | ?         | 1069 előtt          |                                          |
| Sigrid                 | 1040      | 1066                | ∞ Gottschalk obodrita király (†1066)     |
| III. Harald dán király | 1041      | 1080. április 17.   |                                          |
| IV. Knut dán király    | 1043      | 1086. július 10.    |                                          |
| Benedikt               | 1048      | 1086. július 10.    |                                          |
| I. Olaf dán király     | 1052      | 1095. augusztus 18. |                                          |
| Ingrid                 | ?         | 1093 után           | ∞ (1067) III. Olaf norvég király (†1093) |
| I. Erik dán király     | 1056      | 1103. július 10.    |                                          |
| Svend                  | ?         | 1104                |                                          |
| Thorgils               | ?         | ?                   |                                          |
| Sigurd                 | ?         | ?                   |                                          |
| Björn                  | ?         | 1100                |                                          |
| Guttorm                | ?         | ?                   |                                          |
| Eymund                 | ?         | ?                   |                                          |
| Ulf                    | ?         | 1104                |                                          |
| Niels dán király       | 1063/1064 | 1134. június 25.    |                                          |
| Ragnhild               | ?         | ?                   | ∞ Svein Askelsson                        |
| Helene                 | ?         | ?                   | Más néven: Gunhild.                      |
| Károly                 | ?         | 1107 után           |                                          |